# Episinus dominicus
Episinus dominicus là một loài nhện trong họ Theridiidae.
Loài này thuộc chi Episinus. Episinus dominicus được Herbert Walter Levi miêu tả năm 1955.